# Pont de Xinghaiwan
Le pont de Xinghaiwan est un pont de Chine situé dans la ville de Dalian. Il permet de contourner les quartiers au sud du centre-ville en traversant la baie de Heishi parallèlement au littoral.

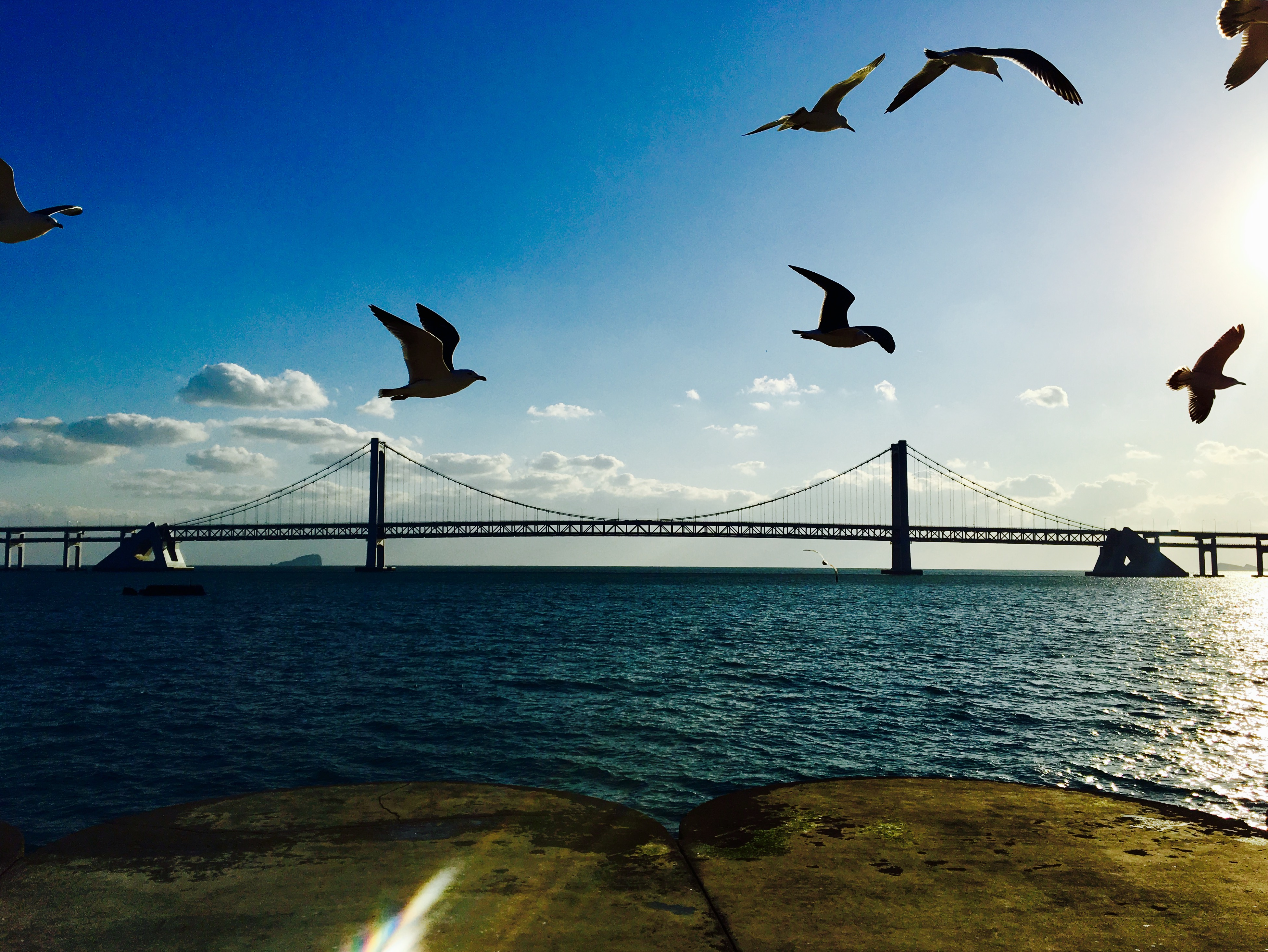
Vue de la partie à haubans du pont de Xinghaiwan depuis la terre ferme.